# Violaines Communal Cemetery
Violaines Communal Cemetery is een begraafplaats gelegen in de Franse plaats Violaines (Pas-de-Calais). De militaire graven worden onderhouden door de Commonwealth War Graves Commission.
De begraafplaats telt 27 geïdentificeerde Gemenebest graven uit de Tweede Wereldoorlog.